# Yan Thomas
Yan Thomas (Algeri, 9 febbraio 1943 – Le Chesnay, 11 settembre 2008) è stato un giurista e storico francese.

## Biografia
Magistrato, è stato membro dell'École française de Rome (1980-1983), professore di storia del diritto all'Università di Rouen, e poi, dal 1989 fino alla sua morte, directeur d'études presso l'École des hautes études en sciences sociales e direttore del Centre d'études des normes juridiques.
Ha studiato le categorie e i metodi del diritto, dall'antichità romana fino al mondo contemporaneo (ha preso posizione nel dibattito sull'affare Perruche riguardo al diritto di non nascere). È stato allievo di André Magdelain e, per anni, vicino a Pierre Legendre. I suoi lavori hanno ispirato le opere di Jacques Derrida e Giorgio Agamben.